# 靈魂收容所
靈魂收容所（Soul Asylum）是一支美國的摇滚樂隊。靈魂收容所组建於1983年，在美國明尼蘇達州明尼亞波利斯出道。前身是於1981年組建，具龐克風格的地下樂隊高速嘈吵定律（Loud Fast Rules）。靈魂收容所在建隊初期，延續了地下樂隊時期的硬蕊龐克風格，直至主唱兼主音結他手大衛·皮納聽力因長期的樂隊操練及演出而受損，加上主流市場不接納樂隊風格等問題，樂隊開始轉型為相對柔和的硬式及抒情摇滚的路線。於1992年，樂隊發布了第六張專輯《嚴肅的舞者聯盟（Grave Dancers Union）》，這張專輯取得了商业上的成功，在美國賣得三白金的佳績，樂隊因此一炮而紅。此張專輯中，收納了一首樂隊最廣為人知的單曲《遠走的列車（Runaway Train）》，此曲於1994年獲得美國音樂界最具權威的獎項——葛萊美最佳搖滾歌曲獎。

## 歷年專輯
- 1984年：Say What You Will, Clarence... Karl Sold the Truck
- 1986年：Made to Be Broken
- 1986年：While You Were Out
- 1988年：Hang Time
- 1990年：And the Horse They Rode In On
- 1992年：《嚴肅的舞者聯盟》（Grave Dancers Union） （三白金唱片）
- 1995年：《讓您暗淡了的光芒閃耀》（Let Your Dim Light Shine） （白金唱片）
- 1998年：《來自陌生人的糖果》（Candy from a Stranger）
- 2006年：《雲的曙光》（The Silver Lining）
- 2012年：《延遲的反應》（Delayed Reaction）

## 外部連結
- 官方网站
- Soul Asylum在Allmusic上的頁面
- 靈魂收容所的Discogs页面 （英文）
- 靈魂收容所在MusicBrainz上的頁面 （英文）